# Charaka

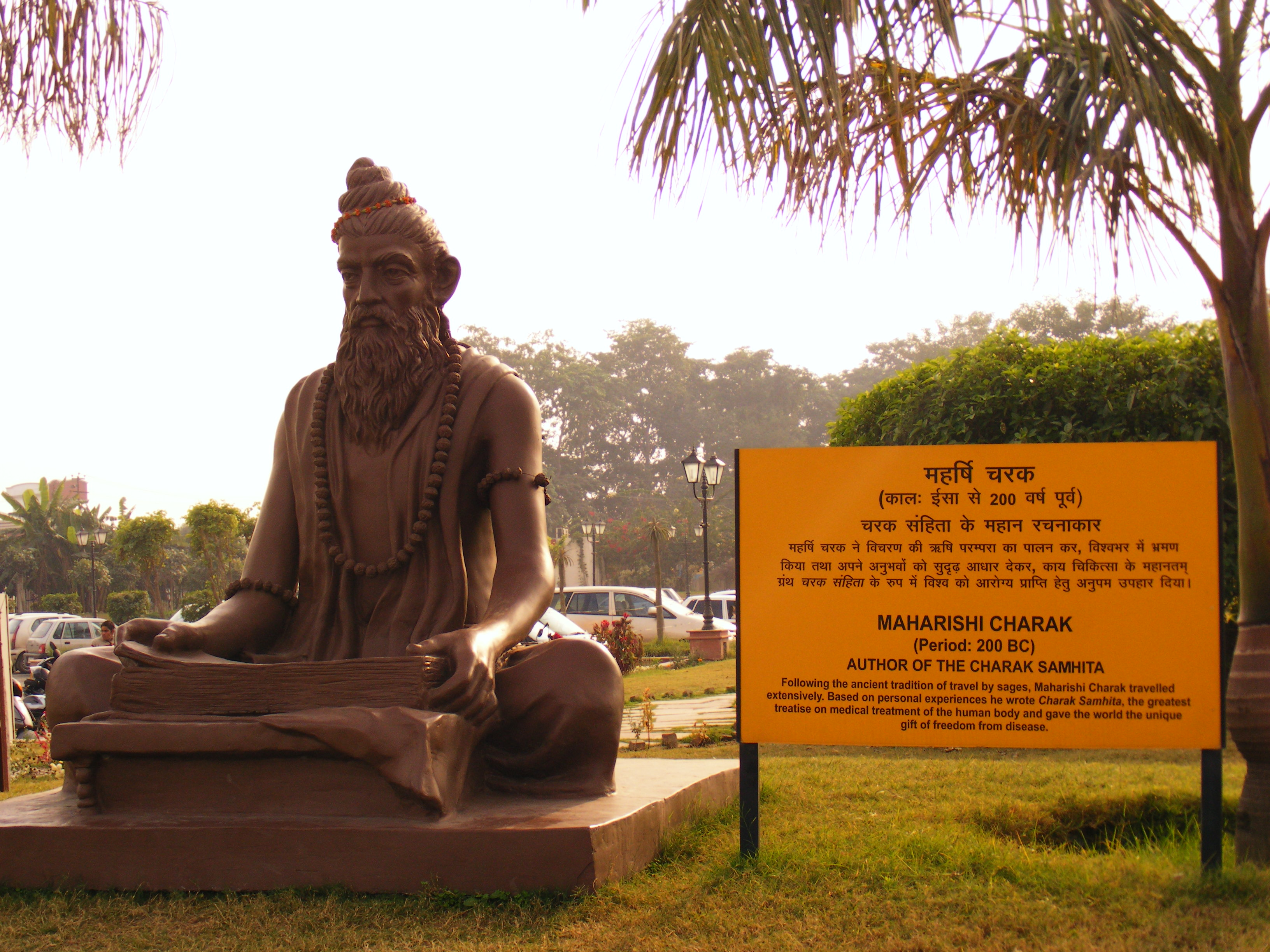
Standbeeld opgericht ter ere van Charaka

Charaka (1e of 2e eeuw n.Chr.) was een Indisch arts werkzaam in het intellectueel centrum Taxila (in het huidige Pakistan). Hij is bekend vanwege zijn werk, de Charaka Sanhita. Deze medische verzameling vormt het charter van de traditionele Indische geneeskunde en de basis van de ayurveda.